# San Antonio (Messico)
San Antonio è una municipalità dello stato di San Luis Potosí, nel Messico centrale, il cui capoluogo è la omonima località.
La popolazione della municipalità è di 9 390 abitanti (2010) e ha una estensione di 94,630 km².